# Championnat de Guadeloupe de football
Le championnat de la Guadeloupe de football est une compétition annuelle mettant aux prises les dix-huit meilleurs clubs de football de Guadeloupe. 
Le plus haut niveau du football guadeloupéen est la Division d'honneur. Elle regroupe quatorze équipes. Ce championnat amateur se joue sur vingt-six journées avec matchs aller-retour. Le champion se qualifie pour le Championnat des clubs caribéens de la CONCACAF depuis 2014. Les quatre premières équipes de division d'honneur sont qualifiées pour la Ligue Antilles lorsque celle-ci est tenue et les trois dernières équipes sont reléguées dans une division inférieure, la Promotion d'honneur régionale.
Il existe plusieurs niveaux de divisions inférieures, la première suivant la division d'honneur est la Promotion d'honneur régionale avec quatorze équipes, puis la Promotion d'honneur avec également quatorze équipes et finalement les quatre districts départementaux : Basse-Terre, Grande-Terre, Marie-Galante et îles du Nord.
Les clubs guadeloupéens ne peuvent pas monter en National 3, mais participent à la Coupe de France, où deux équipes guadeloupéennes rejoignent le tableau métropolitain au septième tour depuis l'édition 2014-2015.

## Déroulement de la compétition
Le championnat fonctionne avec le même format que les grands championnats européens avec le système des matches aller et retour. 
À noter qu'à la fin de la saison, le champion et les 3 équipes qui le suivent sont qualifiés pour la Ligue Antilles (compétition créée pour les clubs guadeloupéens et martiniquais qui ne pouvaient plus participer au CFU Club Championship). Toutefois, depuis 2014, les deux premiers y accèdent. Enfin les trois dernières équipes sont reléguées en Promotion d'Honneur Régionale.

## Palmarès
- 1951-52 : Red Star (Pointe-à-Pitre)
- 1952-53 : Club Sportif Moulien (Le Moule)
- 1953-54 : Arsenal (Petit-Bourg)
- 1954-55 : Club Sportif Moulien (Le Moule)
- 1955-56 : Club Sportif Moulien (Le Moule)
- 1956-57 : Club sportif Capesterrien (Capesterre Belle-eau)
- De 1957 à 1959 : Inconnu
- 1959-60 : La Gauloise (Basse-Terre)
- 1960-61 : Inconnu
- 1961-62 : Club sportif Capesterrien (Capesterre Belle-eau)
- 1962-63 : Cygne Noir (Basse-Terre)
- 1963-64 : Club sportif Capesterrien (Capesterre Belle-eau)
- 1964-65 : Club Sportif Moulien (Le Moule)
- 1965-66 : Red Star (Pointe-à-Pitre)
- 1966-67 : ASG Juventus (Sainte-Anne)
- 1967-68 : Racing Club (Basse-Terre)
- 1968-69 : ASG Juventus (Sainte-Anne)
- 1969-70 : Red Star (Pointe-à-Pitre)
- 1970-71 : La Gauloise (Basse-Terre)
- 1971-72 : Cygne Noir (Basse-Terre)
- 1972-73 : ASG Juventus (Sainte-Anne)
- 1973-74 : ASG Juventus (Sainte-Anne)
- 1974-75 : ASG Juventus (Sainte-Anne)
- 1975-76 : ASG Juventus (Sainte-Anne)
- 1976-77 : La Gauloise (Basse-Terre)
- 1977-78 : La Gauloise (Basse-Terre)
- 1978-79 : ASG Juventus (Sainte-Anne)
- 1979-80 : Étoile (Morne-à-l'Eau)
- 1980-81 : Étoile (Morne-à-l'Eau)
- 1981-82 : Étoile (Morne-à-l'Eau)
- 1982-83 : Cygne Noir (Basse-Terre)
- 1983-84 : JS Capesterre
- 1984-85 : Club Sportif Moulien (Le Moule)
- 1985-86 : US Ansoise (Anse-Bertrand)
- 1986-87 : US Ansoise (Anse-Bertrand)
- 1987-88 : Solidarité Scolaire
- 1988-89 : Zénith (Morne-à-l'Eau)
- 1989-90 : Solidarité Scolaire
- 1990-91 : Solidarité Scolaire
- 1991-92 : Solidarité Scolaire
- 1992-93 : Solidarité Scolaire
- 1993-94 : Jeunesse (Trois-Rivières)
- 1994-95 : Arsenal (Petit-Bourg)
- 1995-96 : Étoile (Morne-à-l'Eau)
- 1996-97 : Étoile (Morne-à-l'Eau)
- 1997-98 : Étoile (Morne-à-l'Eau)
- 1998-99 : Racing Club (Basse-Terre)
- 1999-00 : ASG Juventus (Sainte-Anne)
- 2000-01 : Étoile (Morne-à-l'Eau)
- 2001-02 : Étoile (Morne-à-l'Eau)
- 2002-03 : Phare (Petit-Canal)
- 2003-04 : Racing Club (Basse-Terre)
- 2004-05 : AS Gosier (Le Gosier)
- 2005-06 : JS Vieux-Habitants
- 2006-07 : Étoile (Morne-à-l'Eau)
- 2007-08 : Evolucas (Petit-Bourg)
- 2008-09 : Club Sportif Moulien (Le Moule)
- 2009-10 : JS Vieux-Habitants
- 2010-11 : Club Sportif Moulien (Le Moule)
- 2011-12 : AJSS Terre-de-Haut
- 2012-13 : Club Sportif Moulien (Le Moule)
- 2013-14 : Club Sportif Moulien (Le Moule)
- 2014-15 : Club Sportif Moulien (Le Moule)
- 2015-16 : Unité sainte rosienne (Sainte-Rose)
- 2016-17 : Unité sainte rosienne (Sainte-Rose)
- 2017-18 : Club Sportif Moulien (Le Moule)
- 2018-19 : Amical Club (Capesterre de Marie Galante)
- 2019-20 : AS Gosier (Le Gosier)
- 2020-21 : AS Gosier (Le Gosier)
- 2021-22 : Solidarité Scolaire
- 2022-23 : Club Sportif Moulien (Le Moule)

### Bilan par club
| Club                                                    | Titres | Année                                                                                             |
| ------------------------------------------------------- | ------ | ------------------------------------------------------------------------------------------------- |
| CS Moulien (Le Moule)                                   | 12     | 1952/53, 1954/55, 1955/56, 1964/65, 1984/85, 2008-09, 2010-11, 2012-13, 2013-14, 2014-15, 2017-18 |
| L'Étoile (Morne-à-l'Eau)                                | 9      | 1979/80, 1980/81, 1981/82, 1995/96, 1996/97, 1997/98, 2000/01, 2001/02 et 2006/07                 |
| ASG Juventus (Sainte-Anne)                              | 8      | 1966/67, 1968/69, 1972/73, 1973/74, 1974/75, 1975/76, 1978/79 et 1999/00                          |
| Solidarité Scolaire (Baie-Mahault)                      | 6      | 1987/88, 1989/90, 1990/91, 1991/92, 1992/93 et 2021-22                                            |
| La Gauloise (Basse-Terre)                               | 4      | 1959/60, 1970/71, 1976/77 et 1977/78                                                              |
| AS Gosier (Gosier)                                      | 3      | 2004-05, 2019-20 et 2020-21                                                                       |
| Racing Club (Basse-Terre)                               | 3      | 1967/68, 1998/99 et 2003/04                                                                       |
| Cygne Noir (Basse-Terre)                                | 3      | 1962/63, 1971/72 et 1982/83                                                                       |
| Red Star (Pointe-à-Pitre)                               | 3      | 1951/52, 1965/66 et 1969/70                                                                       |
| Club sportif Capesterrien (Capesterre Belle-eau)        | 3      | 1956/57, 1961/62 et 1963/64                                                                       |
| Union Sainte-Rosienne                                   | 2      | 2015-16, 2016-17                                                                                  |
| JS Vieux-Habitants                                      | 2      | 2005/06 et 2009-10                                                                                |
| Arsenal (Petit-Bourg)                                   | 2      | 1953/54 et 1994/95                                                                                |
| US Ansoise (Anse-Bertrand)                              | 2      | 1985/86 et 1986/87                                                                                |
| Amical Club Marie-Galante (Capesterre de Marie-Galante) | 1      | 2018-19                                                                                           |
| AJSS Terre-de-Haut                                      | 1      | 2011-12                                                                                           |
| Evolucas (Petit-Bourg)                                  | 1      | 2007/08                                                                                           |
| Phare (Petit-Canal)                                     | 1      | 2002/03                                                                                           |
| Jeunesse (Trois-Rivières)                               | 1      | 1993/94                                                                                           |
| Zénith (Morne-à-l'Eau)                                  | 1      | 1988/89                                                                                           |
| JS Capesterre                                           | 1      | 1983/84                                                                                           |